# Lorne Molleken
Lorne Molleken (né le 11 juin 1956 à Regina au Canada) est un dirigeant, un entraîneur et un joueur professionnel canadien de hockey sur glace qui évoluait au poste de gardien de but.

## Biographie
Molleken commence sa carrière professionnelle dans la North American Hockey League puis rejoint la saison suivante la Ligue internationale de hockey et les Gears de Saginaw (LIH). Molleken effectue toute sa carrière de joueur dans les ligues mineures, jouant dans la ligue américaine de hockey, la Ligue centrale de hockey et donc la LIH. Dans cette dernière il remporte trois fois le trophée Norris ; la première fois en compagnie de Pierre Chagnon (hockey sur glace) dès sa première saison dans la ligue, la fois suivante avec Dave Tardich au sein des Goaldiggers de Toledo en 1982 et enfin la saison suivante, seul cette fois-ci et toujours dans l'équipe des Goaldiggers. Il prend sa retraite en 1985.
Trois ans plus tard, il devient entraîneur-assistant des Warriors de Moose Jaw dans la Ligue de hockey de l'Ouest puis prend le poste d'entraîneur-chef les deux saisons suivantes. Il passe ensuite quatre années comme entraîneur des Blades de Saskatoon puis trois saisons dans la LAH. En 1998, il devient entraîneur-assistant de Dirk Graham pour les Blackhawks de Chicago dans la Ligue nationale de hockey. En février 1999, à la suite des mauvais résultats de Chicago, Graham est remercié et Molleken est nommé à sa place. Il ne reste que 44 matchs à la tête des Blackhawks avant d'être lui-même remplacé par Bob Pulford en décembre de la même année ; il retrouve alors le poste d'assistant au sein de la franchise. Après une année dans la LHOu, il est à nouveau entraîneur-assistant dans la LNH, d'abord en 2002-2003 avec les Sharks de San José puis en 2003-2004 avec les Penguins de Pittsburgh. En 2004, il retrouve les Blades dont il est actuellement l'entraîneur et le directeur général.

## Statistiques

### Joueur
| Saison    | Équipe                    | Ligue | PJ | V  | D    | N | BL | Moy  | %ARR   |
| --------- | ------------------------- | ----- | -- | -- | ---- | - | -- | ---- | ------ |
| 1972-1973 | Broncos de Swift Current  | WCHL  | 9  | 0  | 6,44 |   |    |      |        |
| 1973-1974 | Broncos de Swift Current  | WCHL  | 50 | 22 | 14   | 6 | 0  | 4,31 | 86,8 % |
| 1974-1975 | Broncos de Lethbridge     | WCHL  | 19 | 6  | 9    | 1 | 0  | 4,49 | 87,2 % |
| 1974-1975 | Clubs de Winnipeg         | WCHL  | 36 | 18 | 13   | 6 | 0  | 4,44 | 87,5 % |
| 1975-1976 | Clubs de Winnipeg         | WCHL  | 46 | 15 | 20   | 4 | 1  | 5,31 | 85,4 % |
| 1976-1977 | Firebirds de Philadelphie | NAHL  | 32 | 11 | 12   | 2 | 0  | 3,93 | 89,9 % |
| 1977-1978 | Gears de Saginaw          | LIH   | 39 |    |      |   |    |      |        |
| 1978-1979 | Indians de Springfield    | LAH   | 44 |    |      |   |    |      |        |
| 1979-1980 | Dusters de Binghamton     | LAH   | 31 | 9  | 18   | 2 | 0  | 3,85 | 88,6 % |
| 1981-1982 | Goaldiggers de Toledo     | LIH   | 50 |    |      |   | 1  | 3,71 |        |
| 1981-1982 | Checkers d'Indianapolis   | CHL   | 4  | 0  | 3    | 0 | 0  | 3,69 | 85,7 % |
| 1982-1983 | Goaldiggers de Toledo     | LIH   | 48 |    |      |   |    |      |        |
| 1983-1984 | Goaldiggers de Toledo     | LIH   | 56 |    |      |   |    |      |        |
| 1983-1984 | Checkers d'Indianapolis   | CHL   | 6  |    |      |   |    |      |        |
| 1984-1985 | Goaldiggers de Toledo     | LIH   | 2  |    |      |   |    |      |        |
| 1984-1985 | Indians de Springfield    | LAH   | 34 | 12 | 17   | 0 | 1  | 4,37 | 87,3 % |

### Entraîneur-chef
| Saison    | Équipe                | Ligue |    | PJ | V  | D  | N | Pr     | % V                         |  | Séries éliminatoires |
| 1989-1990 | Warriors de Moose Jaw | LHOu  |    |    |    |    |   |        |                             |  |                      |
| 1990-1991 | Warriors de Moose Jaw | LHOu  |    |    |    |    |   |        |                             |  |                      |
| 1991-1992 | Blades de Saskatoon   | LHOu  | 72 | 38 | 29 | 5  | 0 | 56,3 % |                             |  |                      |
| 1992-1993 | Blades de Saskatoon   | LHOu  | 72 | 42 | 27 | 3  | 0 | 60,4 % |                             |  |                      |
| 1993-1994 | Blades de Saskatoon   | LHOu  | 72 | 49 | 22 | 1  | 0 | 68,8 % |                             |  |                      |
| 1994-1995 | Blades de Saskatoon   | LHOu  | 72 | 41 | 23 | 8  | 0 | 62,5 % |                             |  |                      |
| 1995-1996 | Oilers du Cap-Breton  | LAH   | 80 | 33 | 40 | 3  | 4 | 45,6 % | Non qualifiés               |  |                      |
| 1996-1997 | Bulldogs de Hamilton  | LAH   | 80 | 28 | 39 | 9  | 4 | 43,1 % | Finalistes                  |  |                      |
| 1997-1998 | Bulldogs de Hamilton  | LAH   | 80 | 36 | 22 | 17 | 5 | 58,8 % | Éliminés en 2e ronde        |  |                      |
| 1998-1999 | Blackhawks de Chicago | LNH   | 23 | 13 | 6  | 4  | 0 | 65,2 % | Non qualifiés               |  |                      |
| 1999-2000 | Blackhawks de Chicago | LNH   | 24 | 5  | 15 | 4  | 0 | 29,2 % | Remplacé en cours de saison |  |                      |
| 2000-2001 | Pats de Regina        | WHL   | 72 | 40 | 27 | 3  | 2 | 59,0 % |                             |  |                      |
| 2004-2005 | Blades de Saskatoon   | LHOu  | 72 | 37 | 23 | 6  | 6 | 59,7 % | Éliminés en 1re ronde       |  |                      |
| 2005-2006 | Blades de Saskatoon   | LHOu  | 72 | 41 | 25 | 0  | 6 | 61,1 % | Éliminés en 2e ronde        |  |                      |
| 2006-2007 | Blades de Saskatoon   | LHOu  | 72 | 27 | 41 | 0  | 4 | 40,3 % | Non qualifiés               |  |                      |
| 2007-2008 | Blades de Saskatoon   | LHOu  | 72 | 29 | 34 | 0  | 9 | 46,5 % | Non qualifiés               |  |                      |
| 2008-2009 | Blades de Saskatoon   | LHOu  |    |    |    |    |   |        |                             |  |                      |
| 2009-2010 | Blades de Saskatoon   | LHOu  |    |    |    |    |   |        |                             |  |                      |